# 塔霍維斯塔 (加利福尼亞州)
塔霍維斯塔（英語：Tahoe Vista）是位於美國加利福尼亞州普萊瑟縣的一個人口普查指定地區。

## 地理
塔霍維斯塔的座標為39°14′47″N 120°02′56″W / 39.24639°N 120.04889°W，而該地最高點為海拔高度1900米（即6234英尺）。

## 人口
根據2010年美國人口普查的數據，塔霍維斯塔的面積為7.034平方千米，均為陸地。當地共有人口1433人，而人口密度為每平方千米203人。